# Østbirk Sogn
Østbirk Sogn er et sogn i Horsens Provsti (Århus Stift).
I 1800-tallet var Yding Sogn anneks til Østbirk Sogn. Begge sogne hørte til Voer Herred i Skanderborg Amt. Østbirk-Yding sognekommune blev ved kommunalreformen i 1970 indlemmet i Gedved Kommune, der ved strukturreformen i 2007 indgik i Horsens Kommune.
I Østbirk Sogn ligger Østbirk Kirke.
I sognet findes følgende autoriserede stednavne:
- Birknæs (bebyggelse, ejerlav)
- Elling (bebyggelse, ejerlav)
- Fyel (bebyggelse)
- Grøndam (bebyggelse)
- Holtvad (bebyggelse)
- Hukær (bebyggelse)
- Julianelyst (landbrugsejendom)
- Kollerup (bebyggelse)
- Monbjerg (bebyggelse, ejerlav)
- Nørreskov (areal)
- Præstemarken (bebyggelse)
- Purup (bebyggelse, ejerlav)
- Sattrup (bebyggelse, ejerlav)
- Stenbjerg (bebyggelse)
- Sønderskov (bebyggelse)
- Tingstedholm (bebyggelse)
- Trampenbjerg (bebyggelse)
- Trampendal (bebyggelse)
- Urup (ejerlav, landbrugsejendom)
- Urupskov (bebyggelse)
- Vestbirk (bebyggelse, ejerlav)
- Vestbirk Mark (bebyggelse)
- Vrænge (bebyggelse)
- Østbirk (bebyggelse, ejerlav)